# Slatinné lázně Toušeň
Slatinné lázně Toušeň jsou menší lázně v obci Toušeň u Čelákovic, která od roku 1991 nese název Lázně Toušeň. Jsou zaměřené na na léčbu chorob pohybového aparátu, ale i potíží jiného druhu. Léčí se zde pacienti po operacích meziobratlových plotének a některých dalších ortopedických zákrocích. Hlavní léčebnou procedurou jsou koupele a zábaly ze sirnoželezité slatiny z nedalekého ložiska Labiště.

## Dějiny lázní
Počátky lázní se datují k roku 1868. Založil je Jan Králík (1837–1888), jehož rodiče koupili pozemek, na němž vyvěral silný pramen železité vody. Tento pramen býval již ve 14. století sváděn do dnes již neexistujícího hrádku (na gotickém ostění nádrže zasypané při renesanční přestavbě objevili archeologové vrstvy železitých usazenin) a za válečných let chránil místní obyvatele před cholerou. Základní kámen první lázeňské budovy byl položen 10. března 1868. Pro léčivé účinky zdejší vody, blízkost Prahy a přírodní prostředí bez velkých klimatických změn nabývaly malé lázně obliby a postupně i známosti, takže již v roce 1871 zde bylo ubytováno deset stálých hostů. Lázně byly postupně rozšířeny a byl vybudován park. V roce 1888 přijelo do Toušně za léčením na dvě stě pacientů, a to nejen z Čech.

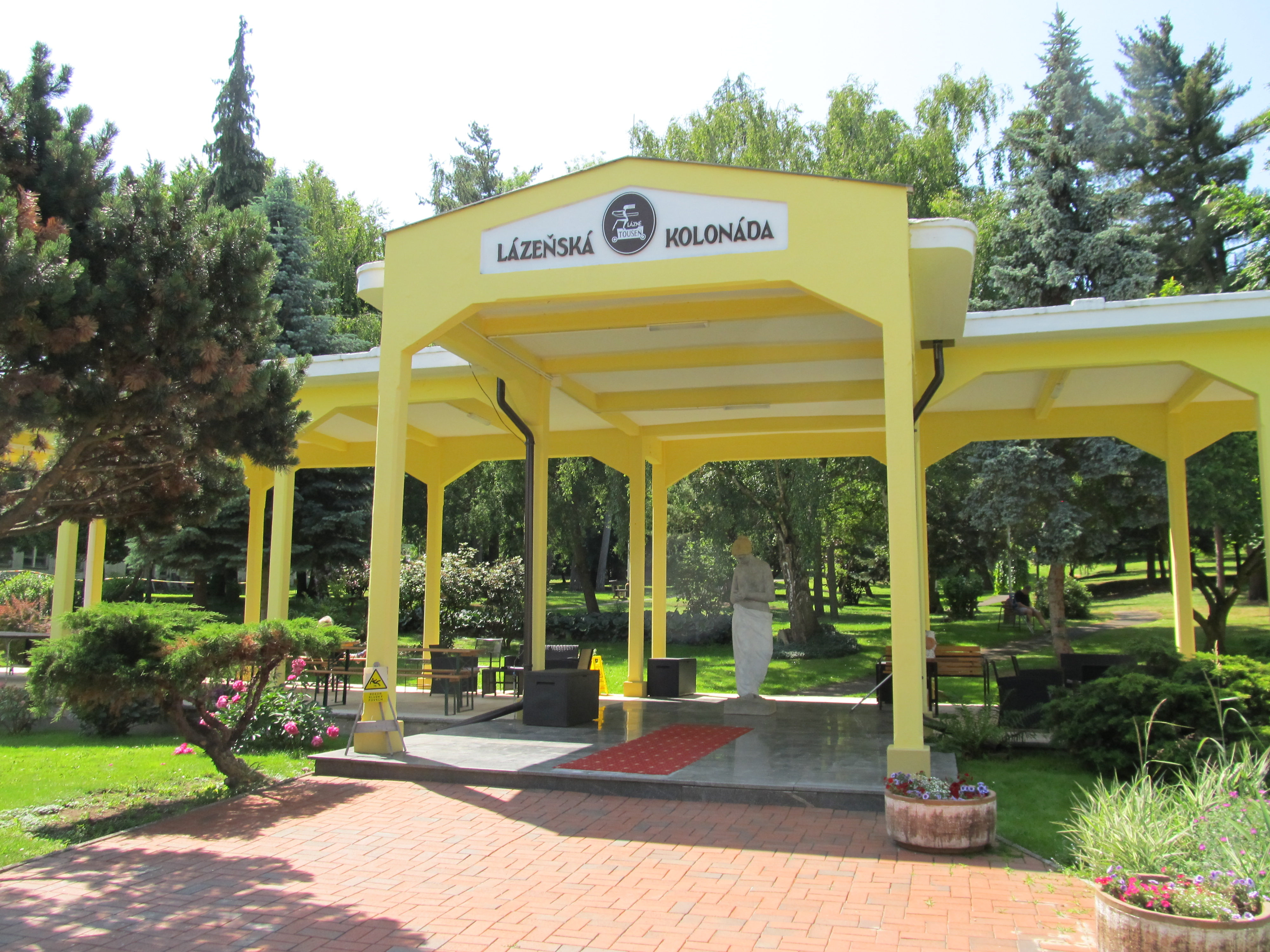
Kolonáda v parku

Po smrti zakladatele převzal lázně jeho stejnojmenný syn. V roce 1891 lázně rozšířil o sousední pozemek, na kterém podle projektu architekta Václava Kubra vystavěl jednopatrovou část velké novorenesanční budovy. Po přikoupení pozemků za nádražím získaly lázně i druhý lázeňský park. Jan Králík mladší si nechal pořídit chemický rozbor lázeňského pramene a také slatiny z nedávno získaných blízkých pozemků. Silně mineralizovaná slatina se sirníky železa prokázala ještě lepší léčebné účinky než voda a od roku 1899 se tak vedle pitných kúr a minerálních koupelí staly hlavními léčebnými procedurami rovněž slatinové koupele a zábaly. Léčivost se nejúčinněji projevila u degenerativních zánětlivých chorob pohybového ústrojí.

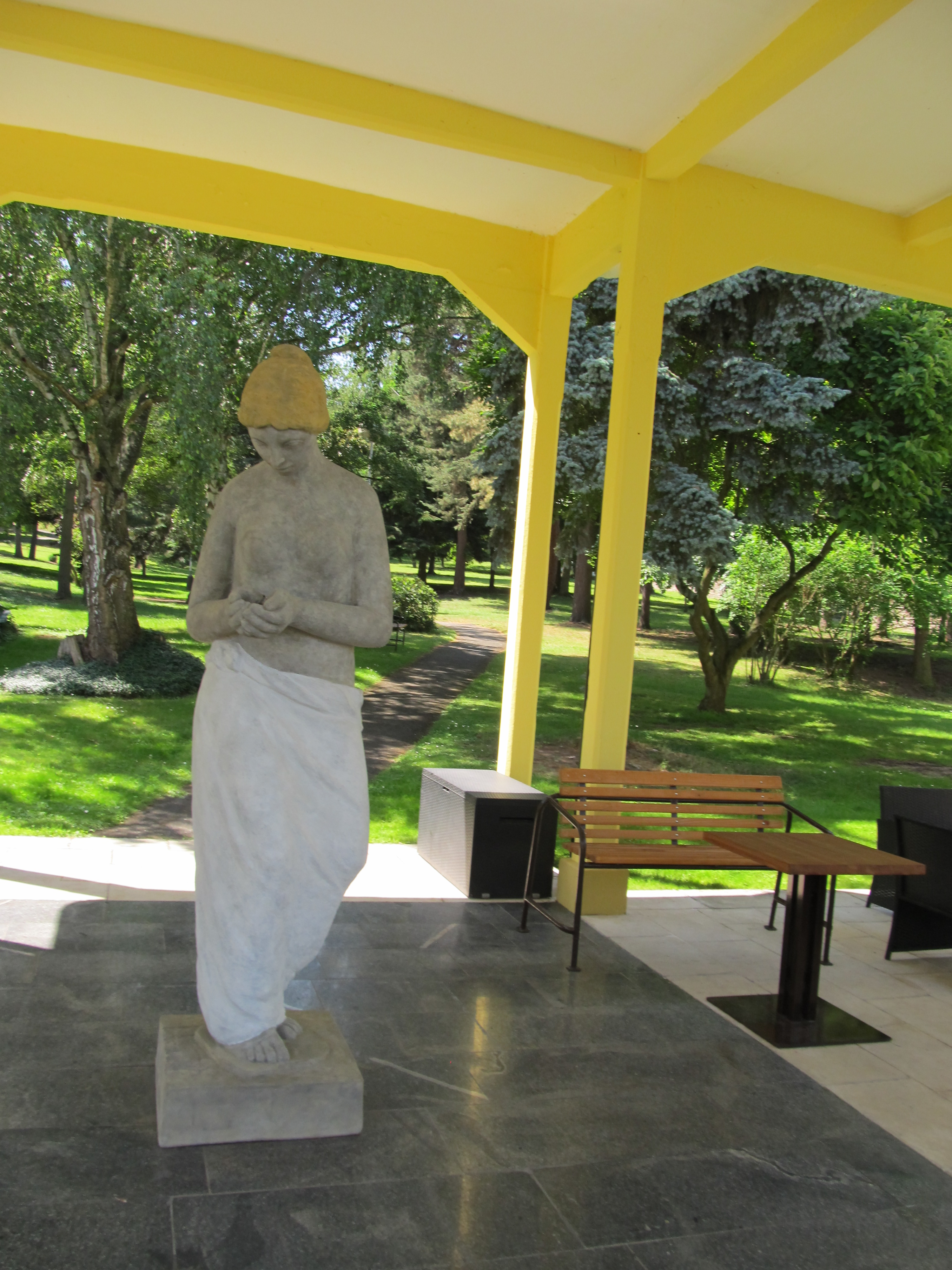
Socha dívky od Olbrama Zoubka

V roce 1912 přibyla kolonáda v lázeňském parku. Jde o ojedinělou kubisticky pojatou konstrukci z litého betonu, imitujícího dřevo. Myšlenka tohoto řešení je spojována se jménem architekta Otakara Novotného, stavba je zřejmě dílem stavitele Konstantina Saxe. V téže době se v důsledku zprovoznění vodárny v Káraném ztratil železnatý pramen a musel být obnoven artéským vrtem. Používal se k léčbě až do druhé poloviny padesátých let.
Okupace se lázní téměř nedotkla, pouze krátce na jaře 1945 si zde vynutila ubytování německá zákopová rota. Znárodněním po roce 1948 převzal lázně do své správy stát. V letech 1954-1956 lázně spravovala Ústřední rada odborů, od 1. ledna 1957 převzalo lázně ředitelství Československých státních lázní se sídlem v Poděbradech. Od roku 1951 byla v lázních rozšířena i ambulantní péče. Po roce 1968 se začaly lázně věnovat také péči o naše přední sportovce, a to zásluhou tehdejšího primáře Miroslava Jiráka, který navázal spolupráci s Danou a Emilem Zátopkovými. V roce 1958 ozdobila park Dívčí fontána od Olbrama Zoubka, jeho raná práce podle modelu z roku 1956 (později byla socha umístěna v kolonádě).
Od roku 2006 jsou Slatinné lázně Toušeň součástí pražské Fakultní nemocnice Bulovka. Od 1. září 1923 zde nemocnice otevřela nové rehabilitační centrum.

## Zaměření lázní

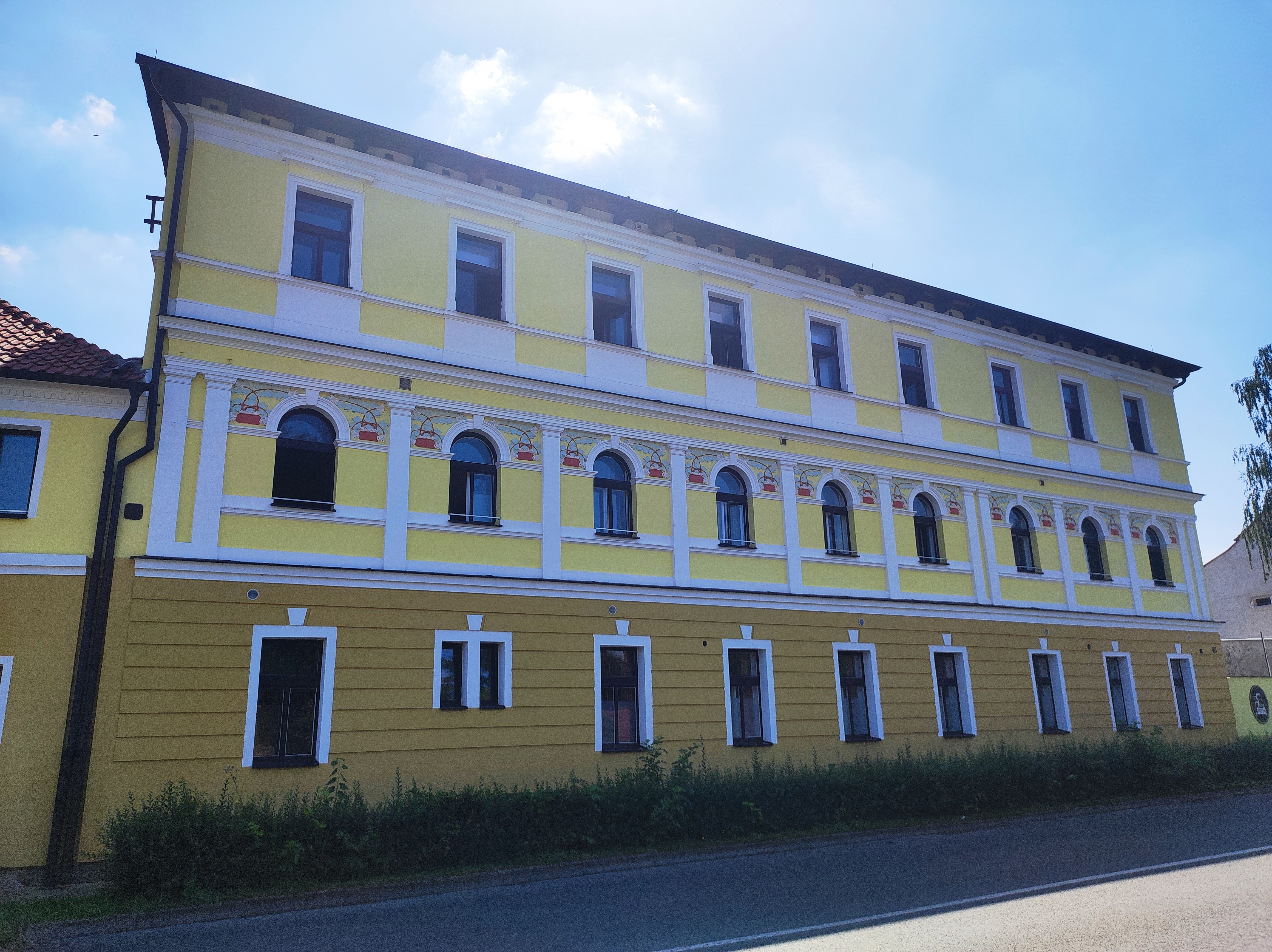
Budova lázní s rehabilitačním centrem

V lázních se léčí především poruchy pohybového aparátu, revmatické choroby, poúrazové a pooperační stavy. Dále se zde léčí neurologické choroby (např. neuropatie), kožní choroby (např. atopický ekzém) a gynekologické potíže.
Léčebné zařízení má k dispozici vedle tradičních slatinných zábalů a koupelí znovu obnovenou vodoléčbu, pro rehabilitace se využívá elektroléčba včetně magnetoterapie, součástí léčby je i fyzioterapie.

## Významní návštěvníci lázní
K častým návštěvníkům lázní náležel arcivévoda Karel, pozdější poslední rakouský císař, který v letech 1908-1912 velel eskadroně 7. pluku brandýských dragounů - naposledy navštívil Toušeň oficiálně 26. srpna 1918 společně s manželkou Zitou. Bezprostředně po válce se zde léčila dcera prvního prezidenta Československé republiky Alice Masaryková. Mezi hosty lázní patřila řada osobností z uměleckého světa, např. Leoš Janáček, pěvec Emil Pollert či herečka Marie Ryšavá, v pozdější době, kdy již Toušeň získala lázeňský statut (po 1. lednu 1979), se tu léčily např. herečky Ivanka Devátá, Nelly Gaierová, Zita Kabátová a Stella Zázvorková, choreograf Luboš Ogoun, někdejší ředitel Národního divadla Přemysl Kočí, flétnista Václav Žilka a další. V roce 1992 zvolila zdejší lázně pro svůj poslední léčebný pobyt ve vlasti pěvkyně Jarmila Novotná, v roce 1994 se zde léčil spisovatel Bohumil Hrabal. Jedním z nejvěrnějších návštěvníků lázní byl architekt Albert Jonáš, grafik a ilustrátor, který je autorem grafického znaku lázní (v podobě glyptického reliéfu zdobí od roku 1976 vnější stěnu západního průčelí lázeňských budov a od roku 1997 také severní stěnu závětří hlavního vchodu).
Z významných sportovců pobývali v lázních např. diskař Ludvík Daněk, koulaři Imrich Bugár, Helena Fibingerová a František Douda, oštěpař Jan Železný nebo desetibojaři Tomáš Dvořák a Roman Šebrle, ale také věhlasná automobilová závodnice Eliška Junková.